# Гусєв Борис Володимирович
Борис Володимирович Гусєв (народився 13 травня 1936 с. Шилово, Рязанська область) - радянський, український  і російський учений в галузі будівництва та будівельного матеріалознавства, доктор технічних наук, професор, член-кореспондент РАН (1991). Президент Російської інженерної академії, іноземний член Чорногорської академії наук і мистецтв.

## Біографія
- У 1961 році закінчив Варшавський політехнічний інститут та отримав ступінь магістра-інженера шляхів сполучення.
- Трудову діяльність розпочав в 1961 році в Ташкентському інституті  інженерів залізничного транспорту.
- У 1964 році Гусєв Б.В. вступив до аспірантури Дніпропетровського інституту інженерів залізничного транспорту.
- У 1966 році захистив кандидатську дисертацію в галузі  механіки ґрунтів, основ і фундаментів.
- У 1970 році Гусєв Б.В. очолив кафедру «Будівельні матеріали»[1] Дніпровського  національного університету залізничного транспорту імені академіка В.     Лазаряна.
- З 1973 по 1979 рік був заступником директора конструкторсько-технологічного бюро «Мосоргстройматеріали».
- У 1978 році присвоєно вчений ступінь доктора технічних наук.
- З 1979 по 1990 рік послідовно обіймав посади завідувача лабораторії     та заступника директора Науково-дослідного інституту бетону та     залізобетону НДІЗБ[2].
- У 1981 році присвоєно вчене звання професора.
- З 1990 року по теперішній час - Президент     Російської інженерної академії.
- З 1991 року - член-кореспондент     РАН.
- У 1994 році Гусєв Б.В. заснував і був призначений генеральним     директором Державного наукового центру (ДНЦ) «Будівництво»[3]
- З 2004 року - іноземний член Чорногорської академії наук і     мистецтв.
- 07.09.2017 - по теперішній час завідувач кафедрою, професор,     д.н. / РУТ (МИИТ), Кафедра «Будівельні матеріали і технології».

## Нагороди та  звання
- Державна премія СРСР (1979)
- Орден «Знак Пошани» (1980)
- Орден Дружби народів (1988)
- Почесний транспортний будівельник (1995)
- Заслужений діяч науки Російської Федерації (1996)
- Премія Уряду Російської Федерації в галузі науки і техніки (1996, 2003 та 2017 років)
- Почесний залізничник (1996)
- Почесний будівельник Росії (1998)
- Державна премія Російської Федерації в галузі науки і техніки (2001)
- Почесний будівельник міста Москви (2002)

## Науковий доробок
Борис Володимирович Гусев - видатний вчений і організатор науки, освіти та просвітницької діяльності. Автор 40 книг англійською, грузинською, польською, російською, українською та іншими мовами, і більше 800 наукових статей. Він відомий винахідник, що отримав понад 130 патентів.

## Найважливіші публікації
1.    Башмаков Ю.И., Гусев Б.В., Зазимко В.Г., Осипов Б.А. Досвід виброництва напірних віброгідропрессованних труб, Київ, «Будівельник», 1973, 94 с.
2.    Гусев Б.В., Деминов А.Д., Крюков Б.И., Литвин Л.М., Логвиненко Е.А Ударно-вибрационная технология уплотнения бетонных смесей. Москва, Стройиздат, 1982, 150 с.
3.    М.Bołtryk, Gusev Technologia formovania prefabrykatów betonowych. Polska. Politechnika Białostocka, 1990, 207 s.
4.    Гусев Б.В., Зазимко В.Г. Вибрационная технология бетона. Киев, Будівельник, 1991, 158 с.
5.    Гусев Б.В. и другие. Развитие инженерного дела в Москве. Исторические очерки. М. 1998, 458 с. (под редакцией Гусева Б.В.).
6.    Гусев Б.В., Кондращенко В.И., Маслов Б.П., Файвусович А.С. Формирование структуры композиционных материалов и их свойства. Москва, Научный мир, 2006, 560 с., (под редакцией Гусева Б.В.).
7.    Gusev Strength and durability of concrete as composite material (theory). Moscow, 2014, 42 p.
8.    Gusev Automatic Technological lines for production of  precast concrete. 2 nd Enlarged edition. Izhevsk, KIT, 2015, 72 р.
9.    Gusev “Development of prefabricated reinforced concrete industry in the Soviet Union (1981-1990)” (technological platform). 2 nd Enlarged edition. Izhevsk, KIT, 2015, 143 р.
10. Gusev Advanced technologies in precast concrete manufacture. 2-nd Enlarged edition, Izhevsk, 2015, 187 p.
11. Гусев Б.В. Перспективные технологии при производстве сборного железобетона. Издание 2. Ижевск, 2015, 205 с.